# Test Drive (videogioco)
Test Drive è un videogioco del genere simulatore di guida prodotto da Distinctive Software e pubblicato da Accolade nel 1987 per i computer Amiga, Apple II, Atari ST, Commodore 64 e MS-DOS. In Giappone la  Pony Canyon lo pubblicò per PC-98. È il primo titolo della serie Test Drive.

## Modalità di gioco
In Test Drive si devono vincere delle gare su strada, facendo però attenzione a non essere fermati dalla polizia; questa può essere evitata grazie a un radar. La visuale di gioco è in prima persona, con specchietto retrovisore a disposizione, mentre il motore grafico utilizza una modalità poligonale per rappresentare la strada, e sprite per rappresentare le altre automobili e vari ostacoli.
Le auto utilizzabili sono cinque:
- Porsche 911
- Ferrari Testarossa
- Lotus Esprit Turbo
- Lamborghini Countach
- Chevrolet Corvette ZR1